# Charles E. Littlefield
Charles Edgar Littlefield (21 juin 1851 - 2 mai 1915) est un représentant au Congrès américain de l'État du Maine.

## Biographie
Littlefield est né à Lebanon dans le Maine le 21 juin 1851. Il étudie le droit, est admis au barreau et pratique à Rockland. Littlefield est membre du Bates College de 1899 à 1915.
Il est élu membre de la Chambre des représentants du Maine de 1885 à 1887 et en est le président la dernière année. Il est élu procureur général de 1889 à 1893. Il est délégué aux conventions nationales républicaines en 1892 et 1896. 
Il est élu en tant que républicain à la Chambre des représentants des États-Unis au 56e Congrès pour combler la vacance causée par la mort de Nelson Dingley Jr.. Littlefield est réélu aux quatre Congrès suivants et sert du 19 juin 1899 jusqu’à sa démission, le 30 septembre 1908. Il est président de la Commission des dépenses du Ministère de l’agriculture.
Il s’installe à New York et s’engage dans la pratique du droit jusqu’à sa mort le 2 mai 1915. Son inhumation a lieu au cimetière Achorn à Rockland.

## Source
- (en) Cet article est partiellement ou en totalité issu de l’article de Wikipédia en anglais intitulé « Charles E. Littlefield » (voir la liste des auteurs).